# NGC 889
NGC 889 (również PGC 8843) – galaktyka eliptyczna (E), znajdująca się w gwiazdozbiorze Feniksa. Odkrył ją John Herschel 5 września 1834 roku.